# Euchersadaula lathriopa
Euchersadaula lathriopa är en fjärilsart som beskrevs av Edward Meyrick 1905. Euchersadaula lathriopa ingår i släktet Euchersadaula och familjen praktmalar, Oecophoridae. Inga underarter finns listade i Catalogue of Life.